# شيمون شيفشيك
شيمون شيفشيك (بالبولندية: Szymon Szewczyk) مواليد 21 ديسمبر 1982 في شتتين، هو لاعب كرة سلة بولندي. بدأ مسيرته الاحترافية في سنة 1999. تم اختياره من قبل فريق ميلووكي باكز خلال الدرافت. يلعب في الدوري البولندي لكرة السلة كلاعب وسط. يبلغ طوله 6 قدم 10 بوصة (2.1 م).

## المسيرة الاحترافية
لعب مع ألبا برلين في الدوري الألماني من سنة 2003 إلى 2005، ثم لعب مع سكافاتي باسكت في موسم 2006–2007، ثم لعب مع لوكوموتيف كوبان في الدوري الروسي من سنة 2007 إلى 2009، ثم لعب مع إس إس فليتشي سكاندون في الدوري الإيطالي من سنة 2009 إلى 2011، ثم لعب مع رير فينيزيا مستري من سنة 2011 إلى 2013، ثم لعب مع فيرتوس روما في الدوري الإيطالي في سنة 2014.

## روابط خارجية
- شيمون شيفشيك على موقع الاتحاد الدولي لكرة السلة (الإنجليزية)
- شيمون شيفشيك على موقع الدوري الأوروبي لكرة السلة (الإنجليزية)
- شيمون شيفشيك على موقع سبورتس رفرنس (الإنجليزية)
- شيمون شيفشيك على موقع كرة السلة الأوروبية.كوم (الإنجليزية)
- شيمون شيفشيك على موقع ريلجم (الإنجليزية)
- شيمون شيفشيك على موقع بروبوليرز (الإنجليزية)
- شيمون شيفشيك على موقع سبورتس رفرنس (الإنجليزية)